# Anders Olsen Haugen
Anders Olsen Haugen (n. 24 octombrie 1888, Comuna Bø, Telemark, Norvegia – d. 14 aprilie 1984, Yucaipa⁠(d), California, SUA) a fost un săritor cu schiurile ce a reprezentat Statele Unite ale Americii, medaliat olimpic. A participat la 2 ediții ale Jocurilor Olimpice (1924, 1928) în care a câștigat o medalie de bronz.